# Flat Rock (condado de Surry)
Flat Rock es un lugar designado por el censo ubicado en el condado de Surry en el estado estadounidense de Carolina del Norte. La localidad en el año 2000, tenía una población de 1.690 habitantes en una superficie de 6.7 km², con una densidad poblacional de 251 personas por km².

## Geografía
Flat Rock se encuentra ubicado en las coordenadas 36°30′30″N 80°34′47″O / 36.50833, -80.57972. Según la Oficina del Censo, la localidad tiene un área total de 6,7 km² (2,6 mi²), de la cual 6,7 km² (2,6 mi²) es tierra y 0 km² (0 mi²) (0.0%) es agua.

## Demografía
En el 2000 la renta per cápita promedia del hogar era de $27.733, y el ingreso promedio para una familia era de $34.583. El ingreso per cápita para la localidad era de $12.495. En 2000 los hombres tenían un ingreso per cápita de $24.400 contra $17.750 para las mujeres. Alrededor del 10.90% de la población estaba bajo el umbral de pobreza nacional.